# Fabio Felice Passifilo Paulino
Fabio Felice Passifilo Paulino (Fabius Felix Passifilus Paulinus; fl. seconda metà del V secolo) è stato un politico romano.

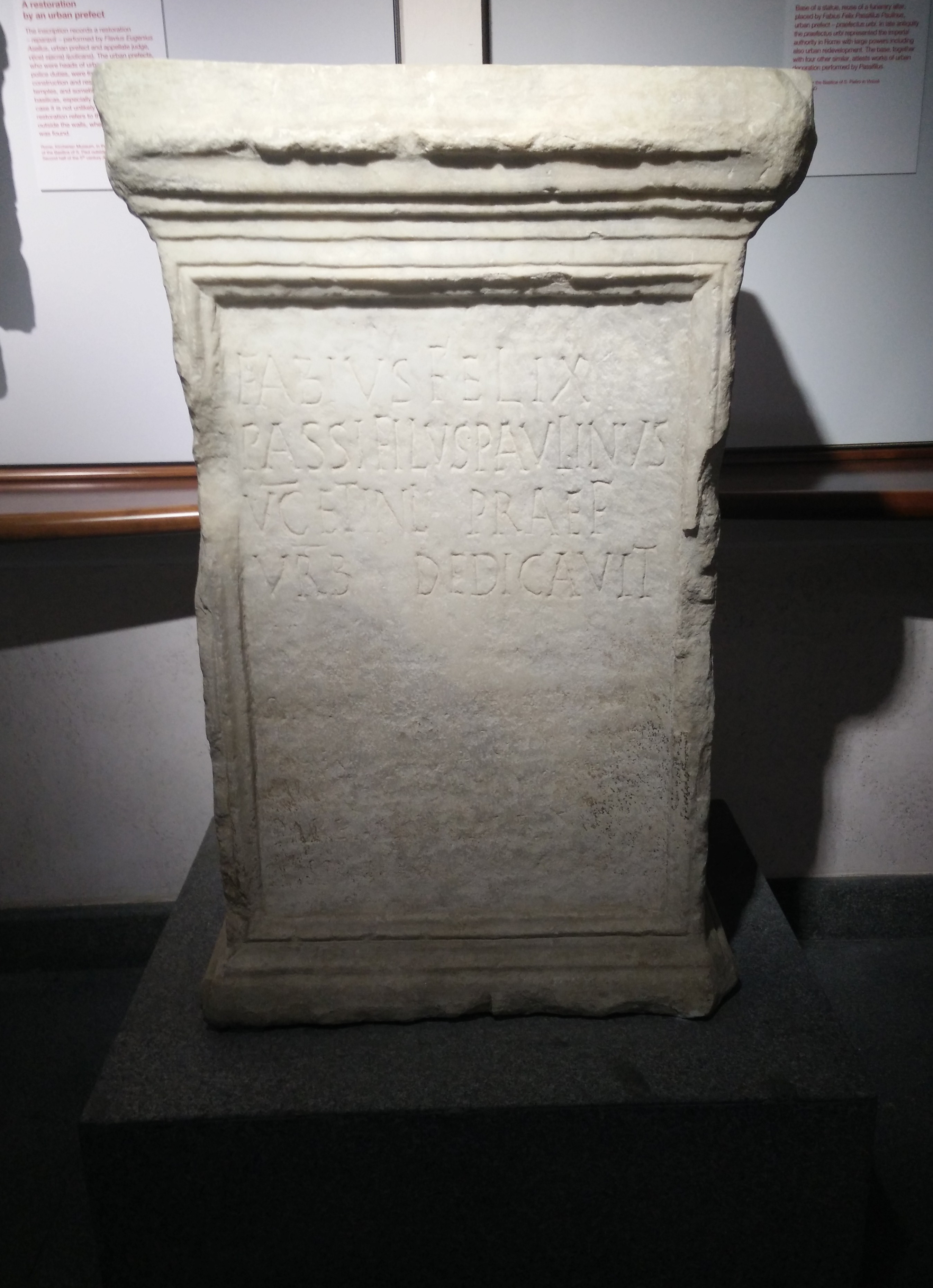
Museo Nazionale Romano Terme di Diocleziano, Roma - Base di una statua, con iscrizione dedicatoria a nome di Fabius Felix Passifilus Paulinus, praefectus urbi. Dai dintorni della Basilica di San Pietro in Vincoli, 476 circa

Paulino ricoprì la carica di Praefectus urbi di Roma in un periodo imprecisato tra il 450 e il 496. Il suo nome è attestato da diversi ritrovamenti epigrafici, tra cui un'iscrizione al Colosseo, una tessera che registra lavori pubblici sotto due imperatori e diverse basi di statue ricollocate.
Alcune iscrizioni ritrovate e facenti riferimento a Paulino sono:
- CIL VI, 01656a, CIL VI, 01656b e CIL VI, 01656c, ritrovate nel 1589 all'angolo tra via del Colosseo e via della Polveriera. 1656b riutilizza la base di una statua dedicata a Magnenzio da Fabio Tiziano nel 350/351; 1656c riutilizza la base di una statua con dedica a Diocleziano da parte di Emilio Vittore (Aemilius Victor);
- NSA 1922, trovata nel 1922 in via Eudossiana, nei pressi della Facoltà di Ingegneria;
- due iscrizioni, ritrovate all'interno di due aule dell'Athenaeum di Adriano, originariamente collocate nel portico antistante e trasportate all'interno quando nel VI secolo vi fu installata una fonderia.